# Pokropka wysączka
Pokropka wysączka (Halyzia sedecimguttata) – gatunek chrząszcza z rodziny biedronkowatych.
Chrząszcz o lekko przypłaszczonym, ale wypukłym, owalnym ciele długości od 5 do 7 mm lub 8 mm. Przedplecze owalne, o wszystkich kątach regularnie zaokrąglonych, przykrywające całkowicie oczy, ubarwione ceglasto z niewyraźnymi, jasnożółtymi plamami. Na każdej z pomarańczowożółtych pokryw osiem jasnych plamek. Boczne krawędzie pokryw rozjaśnione, silnie odstające na boki, a epipleury równej szerokości, tylko u wierzchołka zwężone i jakby ścięte. Na pierwszym widocznym sternicie linie zabiodrowe niewyraźne, ćwierćkoliste.
Biedronkowaty ten żeruje na grzybach z gatunków: Sphaerotheca mors-uvae i Phyllactinia suffulta. Spotykany głównie na drzewach liściastych, zwłaszcza w miejscach wilgotnych. Owady dorosłe zimują w ściółce na suchych stanowiskach; mogą przylatywać do sztucznych źródeł światła. Często współwystępują z biedronką dwunastokropką.
Owad palearktyczny, znany z Europy, Kaukazu, Azji Mniejszej i Syberii. W Fennoskandii sięgający daleko za północne koło podbiegunowe.